# Нік Б'югстад
Нік Б'югстад (англ. Nick Bjugstad, нар. 17 липня 1992, Блейн) — американський хокеїст, центральний нападник клубу НХЛ «Флорида Пантерс». Гравець збірної команди США.

## Ігрова кар'єра
Хокейну кар'єру розпочав 2007 року в складі місцевої команди «Блейн», що виступає в хокейній лізі Міннесоти серед шкіл. Закінчивши школу Нік продовжив виступи в хокейній команді Міннесотського університету.
2010 року був обраний на драфті НХЛ під 19-м загальним номером командою «Флорида Пантерс». 
3 квітня 2013, Б'югстад укладає трирічний контракт новачка з «пантерами». У сезоні 2012/13 дебютував у складі «Пантерс», першу шайбу закинув 27 квітня 2013 в матчі проти «Тампа-Бей Лайтнінг».
31 грудня 2014, Нік підписує шестирічний контракт з «пантерами» на суму $24,6 мільйонів доларів.

## Збірна
У складі молодіжної збірної США учасник чемпіонату світу 2011 і 2012 років. 
У складі національної збірної США учасник чемпіонатів світу 2013 та 2017. Бронзовий призер чемпіонату світу 2013. 

## Статистика

### Клубні виступи
| 2007–08      | «Блейн»                   | МСЛ          | 16  | 10 | 17 | 27  | —   | — | — | — | — | — |
| 2008–09      | «Блейн»                   | МСЛ          | 25  | 26 | 25 | 51  | 20  | — | — | — | — | — |
| 2009–10      | «Блейн»                   | МСЛ          | 25  | 29 | 31 | 60  | 24  | 5 | 6 | 3 | 9 | 2 |
| 2010–11      | Міннесотський університет | НКАА         | 29  | 8  | 12 | 20  | 51  | — | — | — | — | — |
| 2011–12      | Міннесотський університет | НКАА         | 40  | 25 | 17 | 42  | 28  | — | — | — | — | — |
| 2012–13      | Міннесотський університет | НКАА         | 40  | 21 | 15 | 36  | 28  | — | — | — | — | — |
| 2012–13      | «Флорида Пантерс»         | НХЛ          | 11  | 1  | 0  | 1   | 2   | — | — | — | — | — |
| 2013–14      | «Флорида Пантерс»         | НХЛ          | 76  | 16 | 22 | 38  | 16  | — | — | — | — | — |
| 2014–15      | «Флорида Пантерс»         | НХЛ          | 72  | 24 | 19 | 43  | 38  | — | — | — | — | — |
| 2015–16      | «Флорида Пантерс»         | НХЛ          | 67  | 15 | 19 | 34  | 41  | 5 | 2 | 2 | 4 | 2 |
| 2016–17      | «Флорида Пантерс»         | НХЛ          | 54  | 7  | 7  | 14  | 22  | — | — | — | — | — |
| Усього в НХЛ | Усього в НХЛ              | Усього в НХЛ | 280 | 63 | 67 | 130 | 119 | 5 | 2 | 2 | 4 | 2 |

### Збірна
| Рік                | Команда            | Турнір             | Місце              | І  | Г | П | О  | ШХ |
| ------------------ | ------------------ | ------------------ | ------------------ | -- | - | - | -- | -- |
| 2011               | США                | МЧС                | 3                  | 6  | 2 | 2 | 4  | 0  |
| 2012               | США                | МЧС                | 7-е                | 6  | 4 | 2 | 6  | 0  |
| 2013               | США                | ЧС                 | 3                  | 10 | 0 | 2 | 2  | 0  |
| 2017               | США                | ЧС                 | 5-е                | 8  | 1 | 3 | 4  | 4  |
| Молодіжна збірна   | Молодіжна збірна   | Молодіжна збірна   | Молодіжна збірна   | 12 | 6 | 4 | 10 | 0  |
| Національна збірна | Національна збірна | Національна збірна | Національна збірна | 18 | 1 | 5 | 6  | 4  |